# Seeschlacht am Yalu
Pungdo – Seonghwan – Pjöngjang – Yalu – Jiuliangcheng – Lüshunkou – Weihaiwei – Yingkou – Pescadoren
Die Seeschlacht am Yalu oder Seeschlacht im Gelben Meer (chinesisch 黃海海戰) fand am 17. September 1894 während des Ersten Japanisch-Chinesischen Krieges (1894–1895) statt. Die japanische Flotte konnte der chinesischen Beiyang-Flotte an der Mündung des Yalu im Gelben Meer eine entscheidende Niederlage beibringen, wobei die chinesische Flotte fünf Kriegsschiffe verlor.

## Vorgeschichte
Ursprüngliches Ziel der Japaner war es, die Kontrolle über die See zu erlangen, um Truppen auf den Kontinent zu bringen. Die Fünfte Division der kaiserlichen japanischen Armee sollte bei Chemulpo an der Westküste Koreas anlanden, um die chinesischen Streitkräfte nordwestlich der Halbinsel anzugreifen und zurückzudrängen und gleichzeitig die Beiyang-Flotte ins Gelbe Meer zu locken. Somit standen den Japanern drei mögliche Optionen zur Verfügung. Sollte die japanische Flotte in einer Schlacht erfolgreich sein, würde der Großteil der japanischen Armee sofort an der Küste zwischen dem Shanhai-Pass und Tianjin anlanden, um die chinesische Armee zu besiegen und den Krieg zu einem raschen Ende zu bringen. Würde die Schlacht mit einem Unentschieden enden, würde sich die Armee auf die Besetzung Koreas konzentrieren. Sollte die japanische Flotte jedoch eine Niederlage erleiden, würde der Großteil der Armee in Japan bleiben und sich auf eine mögliche chinesische Invasion vorbereiten.

## Die Flotten
Admiral Ding Ruchang, kommandierte bei der Ankunft an der Mündung des Yalu das Küstenpanzerschiff Pingyuan 平遠 / 平远, und zwei Torpedoboote ab, um die Transportgruppe den Yalu hinauf zu begleiten. So blieben ihm zehn Schiffe, die zur Deckung in der Flussmündung ankerten: die beiden Panzer-Turmschiffe Dingyuan (定遠 / 定远, auch Ting Yuen) und Zhenyuan (鎮遠 / 镇远, auch Chen Yuen), acht Geschützte Kreuzer (Yangwei (揚威 / 扬威), Chaoyong (超勇, auch: Chao Yung), Jingyuan (經遠 / 经远, auch King Yuen), Laiyuan (來遠 / 来远, auch Lai Yuen), Jingyuan (靖遠 / 靖远, auch Ching Yuen), Zhiyuan (致遠 / 致远, auch Chih Yuen), Guangjia (廣甲 / 广甲, auch Kuang Chia), Jiyuan (auch Tsi Yuen)) und drei Torpedoboote.

## Auftakt
Mit zunehmenden Spannungen zwischen beiden Ländern über die koreanische Halbinsel entschloss sich China dazu, seine dortigen Truppen zu verstärken. Da die Straßen, die von China nach Korea führten, nur unzureichend für Truppenbewegungen geeignet waren, stellte der Seeweg die schnellste Verbindung zwischen beiden Ländern dar. Am 25. Juli 1894 kam es zu einer ersten feindlichen Auseinandersetzung, die für die Chinesen mit einer Niederlage endete. Die Chinesische Regierung war jedoch nicht gewillt, Korea aufzugeben. Anfang September beschloss Li Hongzhang, die chinesischen Streitkräfte in Pjöngjang zu verstärken. Admiral Ding beabsichtigte zunächst, die Transporte nur mit einigen Begleitschiffen auslaufen zu lassen, während die Hauptstreitmacht der Flotte die Japaner suchen und in einem Gefecht stellen sollte. Diese Pläne wurden jedoch durch das Auftauchen der japanischen Kreuzer Yoshino und Naniwa in der Nähe von Weihaiwei durchkreuzt, die von den Chinesen fälschlicherweise für die japanische Hauptflotte gehalten wurden. Daraufhin verließ die gesamte Beiyang-Flotte am 12. September Dalian in Richtung Weihaiwei und erreichte am nächsten Tag die Halbinsel Shandong. Die Chinesen kreuzten während des gesamten Tages vor der Küste. Da es jedoch keine Hinweise auf die Anwesenheit der Japaner gab, kehrte Admiral Ding nach Dalian zurück, wo er am 15. September eintraf. Nach der Niederlage in der Schlacht von Pjöngjang hatten sich die Chinesen nördlich des Yalu zurückgezogen. Admiral Ding erhielt darauf den Befehl, sich mit seiner Flotte an die Mündung des Yalu zu begeben.

## Die Schlacht
Die chinesische Flotte traf am Sonntagnachmittag, dem 16. September, vor dem östlichen Eingang des Yalu-Flusses ein und blieb 16 Kilometer vor der Küste, um die Transporte zu entladen. Das zweite chinesische Armeekorps, das fast ausschließlich aus Hunanern bestand, umfasste etwa siebentausend Mann, die an Land gebracht werden sollten. Zunächst hatten die Chinesen beabsichtigt, sich in Dwarslinie zu formieren, aber infolge von Signalverwechslungen und unterschiedlichen Geschwindigkeiten der Schiffe bildeten sie eine Keilformation mit den beiden Panzerschiffen Dingyuan und Zhenyuan an der Spitze und den übrigen Schiffen auf beiden Flanken dahinter. 

Die Japaner befanden sich in Kiellinienformation. Die vier neuesten und schnellsten Kreuzer Yoshino, Takachiho, Akitsushima und Naniwa unter Konteradmiral Tsuboi Kōzō bildeten die Vorhut, dahinter folgte das Zentrum mit den Kreuzern Matsushima, Itsukushima, Hashidate und Chiyoda sowie den alten Panzerschiffen Fusō und Hiyei, dem Kanonenboot Akagi und dem bewaffneten Transporter Saikyo Maru.

Um 12:45 Uhr eröffneten die Chinesen aus einer Entfernung von 5.400 Metern das Feuer. Die Japaner hingegen hielten ihr Feuer zurück und fuhren schräg von Back- nach Steuerbord, bis sie eine Distanz von 2.700 Metern erreicht hatten. Auf das Signal von Admiral Itō hin eröffnete Admiral Tsuboi das Feuer auf die Chaoyong und die Yangwei, während das Zentrum der Japanischen Flotte zunächst in Richtung der chinesischen Linken fuhr, dann jedoch wendete und so hinter die chinesische Flotte kam. Nachdem Tsuboi die Chaoyong und Jiyuan versenkt hatte, wandte er sich nach Norden, um mehrere chinesische Schiffe, die sich vom Yalu näherten, anzugreifen.

Als Tsuboi erneut nach Süden wendete, gerieten die Chinesen zwischen Itō und Tsuboi. Trotz der überlegenen japanischen Geschütze erwiderten die Chinesen das Feuer und verursachten schwere Schäden bei den Japanern. Gegen 17:30 Uhr stand die Chinesische Flotte jedoch kurz vor dem völligen Zusammenbruch, der größte Teil der Flotte war geflohen oder vernichtet. Die beiden Panzerschiffe Chen Yuen und Ting Yuen bildeten eine erfolgreiche Nachhut und ermöglichten dem Rest der chinesischen Flotte den Rückzug nach Port Arthur.

## Folgen
Nach der Niederlage in der Seeschlacht zog sich die chinesische Flotte zuerst nach Port Arthur zurück. Als dann auch dieser Hafen von japanischen Truppen bedroht wurde, folgte ein weiterer Rückzug nach Weihai in der Provinz Shandong. Nachdem die Japaner schließlich auch dort gelandet waren, kapitulierte die chinesische Flotte endgültig. Admiral Ding – allseits als integrer und tapferer Mann geschätzt – beging mit mehreren Offizieren Suizid. Das Panzerschiff Zhenyuan wurde von der japanischen Marine übernommen und war dort – leicht modifiziert – noch bis 1914 als Chin’en im Dienst. Ein Nachbau der Panzerschiffe ist heute im Hafen von Weihai zu besichtigen. Aus dieser Schlacht wurde der Schluss gezogen, dass das Granatfeuer der Mittelartillerie einen hohen taktischen Wert besitze. Die Vielzahl an Bränden führte in der Folge deutscherseits zu einer „Entholzung“ der Kriegsschiffe.